# Islam en las Maldivas
El Islam es la religión de estado, de las Islas Maldivas. Sin embargo, debido a su aislamiento de los centros históricos del Islam de Asia y Medio Oriente, las creencias preislámicas han persistido.
Clarence Maloney, un antropólogo, estudió las Maldivas en la década de 1970. Un imán le explicó que para muchos maldivos, el islam consistía en observar abluciones, ayunar y recitar fórmulas incomprensibles en árabe. Sin embargo, la situación ha cambiado desde el cambio de la revolución iraní. En 1991, Maldivas tenía un total de 725 mezquitas y 266 mezquitas femeninas.

## Historia
La conversión de las Maldivas al islam es bastante tardía en comparación con otras partes de Asia del Sur. Los comerciantes árabes habían convertido las poblaciones de la costa de Malabar al Islam desde el siglo VII. El conquistador Mohamed ben Qasim al-Taqafi había llevado el islam ha grandes áreas de Sind en la misma época. Las Maldivas siguieron siendo budistas durante 500 años .
Los primeros contactos del archipiélago con el islam tuvieron lugar con los marineros y comerciantes de Arabia o del golfo de Bengala. Pero el factor más importante en la llegada del Islam a las Maldivas fue Abu al-Barakat al-Barbari. Su tumba está dentro de la mezquita Hukuru, o Miski, en la capital Malé. Parece que este viajero obtuvo la conversión al islam de un rey, que reinó desde 1141 hasta 1166. El rey se convierte en sultán después de su conversión después de 12 años de reinado y envió emisarios a todos los atolones para convertir a los habitantes a la fe musulmana, sin excepción. El propio rey viajó al atolón Dhaalu para llamar a sus habitantes a abrazar el islam. Se informa que la conversión de todo el archipiélago tendrá lugar el 2 de Rabi ul Akhir de 548 AH, el decimoséptimo año del reinado de Al-Muqtafi II, califa abasí de Bagdad. Desde entonces, las Maldivas se convirtieron en un país predominantemente islámico. El rey ordenó a su hermano Siri Kalo que construyeta la primera mezquita en Malé, con la ayuda de Al-Wazir Shanivirazaa. Otra interpretación, sostenida por las crónicas históricas locales más confiables, Raadavalhi y Taarikh, atribuyen la conversión del reino de las Maldivas al islam en 1153  a Abu Barakat era un iraní de Tabriz llamado Yusuf Shamsud-din, también conocido como Tabrīzugefānu (la tan venerada tumba de este santo ahora se encuentra frente a los terrenos de Hukuru Miski, en el centro de Malé) Sin embargo, las crónicas de Raadavalhi y Tharik, atribuyen a un persa, Yusuf Tabrizi.
El interés árabe en Maldivas también se reflejó en la residencia allí en la década de 1340 de Ibn Battuta. El conocido viajero del norte de África escribió cómo se creía que un marroquí, un tal Abu Barakat el bereber, había sido responsable de difundir el islam en las islas, según los informes convenciendo al rey local después de haber sometido a Mariamman, un demonio que venía del mar.
La arqueología y otras fuentes escritas confirman al menos parcialmente esta versión. Un documento llamado Dhanbidhū Lōmāfānu proporciona información sobre la desaparición del budismo en el atolón Laamu, que era un importante centro religioso. Parece que los monjes fueron llevados a Malé y ejecutados. El satihirutalu (tres círculos de piedras concéntricas que coronan una estupa) fue destruido para desfigurar las estupas, como lo fueron las estatuas de Vairocana, encontradas en el medio del archipiélago. El estado del daño a los manuscritos hecho por los monjes en su monasterio sugiere que los edificios fueron quemados o arrasados para que no se encontrara ningún rastro, tradición recurrente en todas las conquistas islámicas.

## El islam en la vida pública
El islam modela la vida cotidiana de los maldivos. El estado aplica la ley islámica, la sharia, llamada en maldivo, sariatu; sirve de base para los códigos de la ley, interpretados de acuerdo con las condiciones de vida de los maldivos por el presidente de la república, el fiscal general, el ministerio del interior y el majlis. Como el viernes es el día tradicional del Salat (gran oración) en la mezquita, las tiendas y las oficinas cierran alrededor de las 11:00 horas de la mañana. También cierran durante quince minutos después de cada una de las cinco llamadas diarias a la oración. Durante el mes de Ramadán, los cafés y restaurantes permanecen cerrados durante el día y se reducen las horas de trabajo.
La mayoría de las islas tienen varias mezquitas, incluso si están escasamente pobladas. Malé, la capital, tiene más de treinta. La mayoría de las mezquitas están hechas de piedra de coral, pintada de blanco y con hierro corrugado o techos de paja. En Malé, se construyó un centro islámico de arquitectura codiciada en 1984, con fondos de Estados del Golfo Pérsico, Pakistán, Brunéi y Malasia.

## Controversia
En noviembre de 2011, el blog  del periodista Ismail Hilath Rasheed fue cerrado por la Autoridad de Comunicaciones de Maldivas por orden del Ministerio de Asuntos Islámicos con el argumento de que este blog contenía contenido antiislámico de un sitio de información independiente de las Maldivas. Ismail Rasheed es un musulmán sufí y pidió más tolerancia religiosa. Este acto de censura fue condenado por la ONG Reporteros sin Fronteras  y por Navanethem Pillay, Alto Representante de las Naciones Unidas para los Derechos Humanos.
Ismail Rasheed organizó una manifestación por la libertad religiosa el 10 de diciembre de 2011. Este mitin fue atacado y su cráneo fracturado. Como resultado, fue arrestado a instancias del partido islamista Adhaalath, que organizó una contramanifestación el 23 de diciembre. Un sitio web asociado a esta contramanifestación llamó a matarlo. Ismail Rasheed finalmente fue liberado el 9 de enero de 2012 tras las protestas de Amnistía Internacional y Reporteros sin Fronteras.